# Pere Comalat
Pere Comalat fou un músic català del Barroc que exercí de mestre de capella a la Seu de Manresa de manera interina entre els anys 1726 i 1727, a la mort del seu antecessor en el càrrec, Pere March. Possiblement també va exercir el càrrec d'organista de manera igualment interina a la mort de l'organista titular d'aquell temple, Josep Fortet el novembre de 1724, i fins a l'any 1726. No es coneix cap obra seva.